# Ensemble der Moderne in Pampulha
Das Ensemble der Moderne in Pampulha, gelegen im Gartenviertel von Belo Horizonte, wurde 1940 von Oscar Niemeyer zusammen mit anderen Künstlern kreiert und steht für ein herausragendes Beispiel moderner Architektur. Um den Pampulha-See, eine|künstliche Lagune, angelegt, bildet dieses Kultur- und Freizeitzentrum, ursprünglich bestehend aus Casino, Tanzsaal und Golf- und Yachtclub sowie die Kirche São Francisco de Assis, zusammen mit der künstliche Gartenanlage ein harmonisches Gesamtwerk.
Das Ensemble wurde 2016 auf der 40. Sitzung des Welterbekomitees in die Liste der Welterbestätten aufgenommen.
Neben Oscar Niemeyer waren Joaquim Cardozo als Tragwerksplaner, Cândido Portinari, der die Keramiken und Bildhauereien schuf und Roberto Burle Marx als Landschaftsarchitekt beteiligt.
Das Gebäude des Casinos dient heute als Kunstmuseum Pampulha, der Tanzsaal ist das Referenzzentrum für Architektur, Städtebau und Design. Im ehemaligen Golf- und Yachtclub ist heute der Yacht- und Tennisclub untergebracht. Nur die Kirche São Francisco De Assis behielt ihren ursprünglichen Zweck bei und ist auch heute noch eine Kirche.

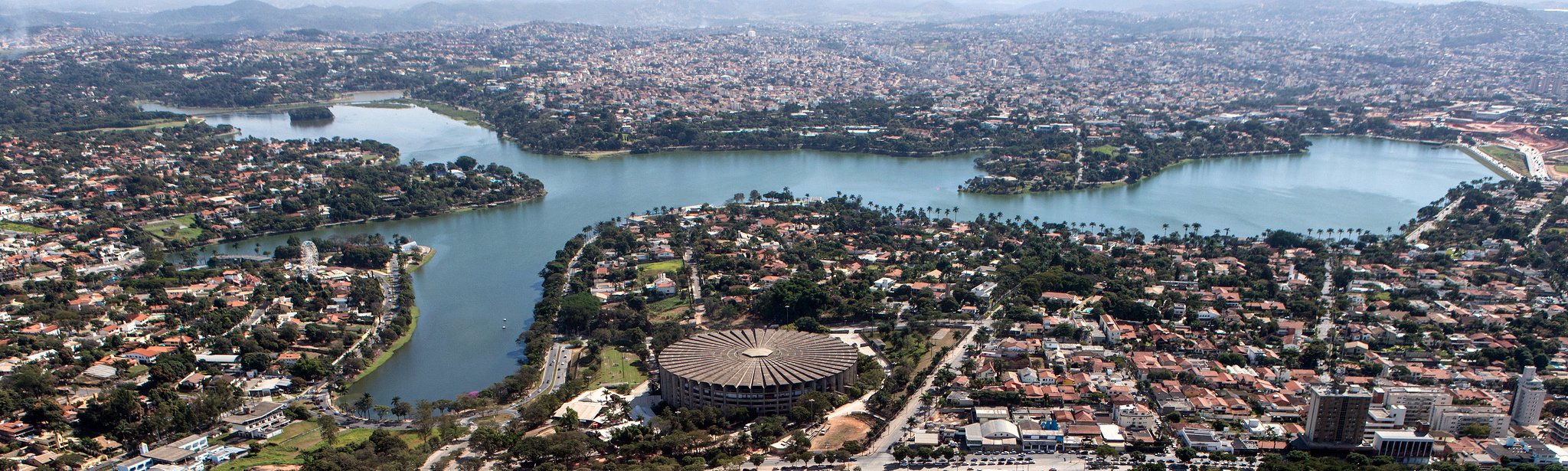
Panorama Pampulha
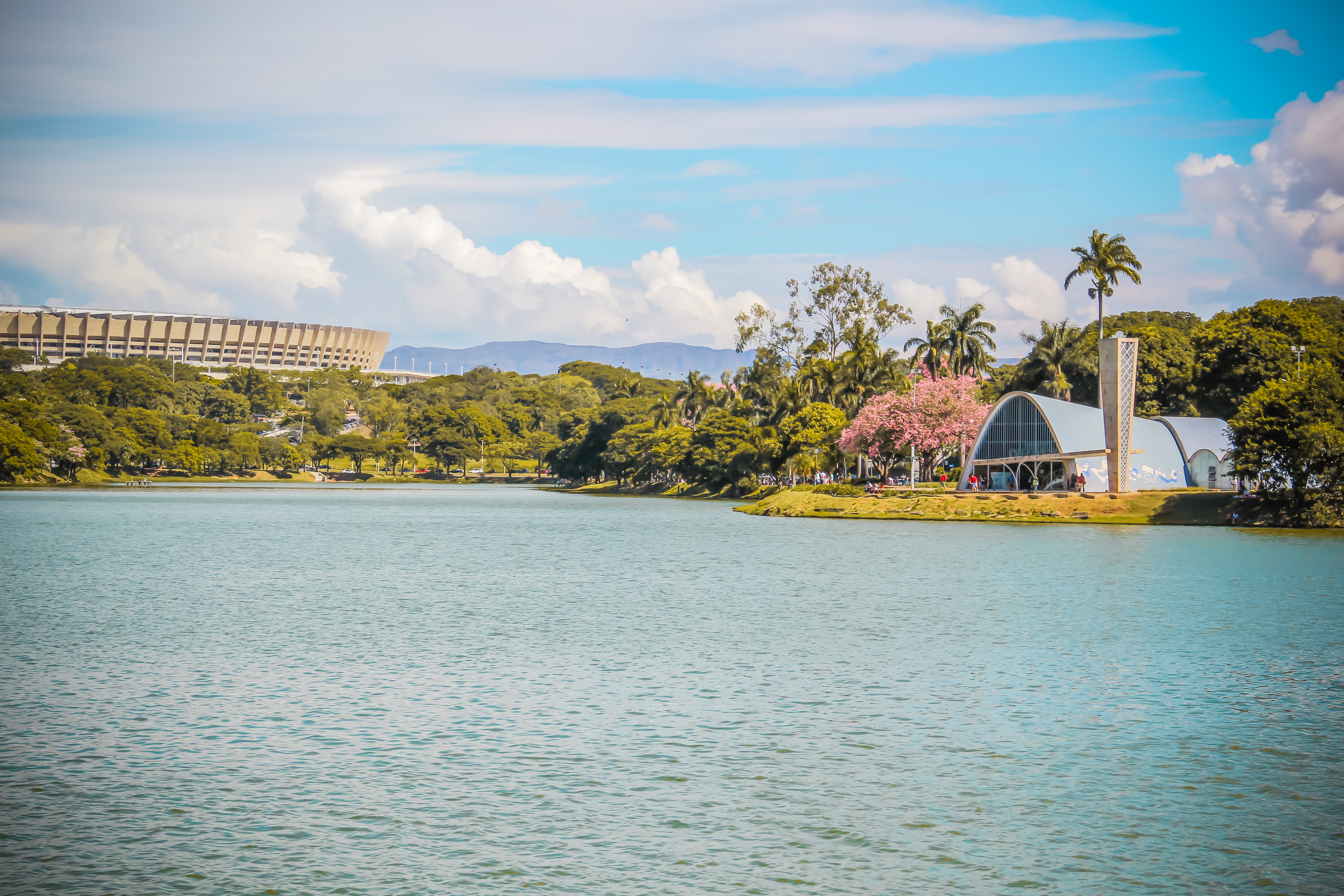
Die Lagune von Pampulha
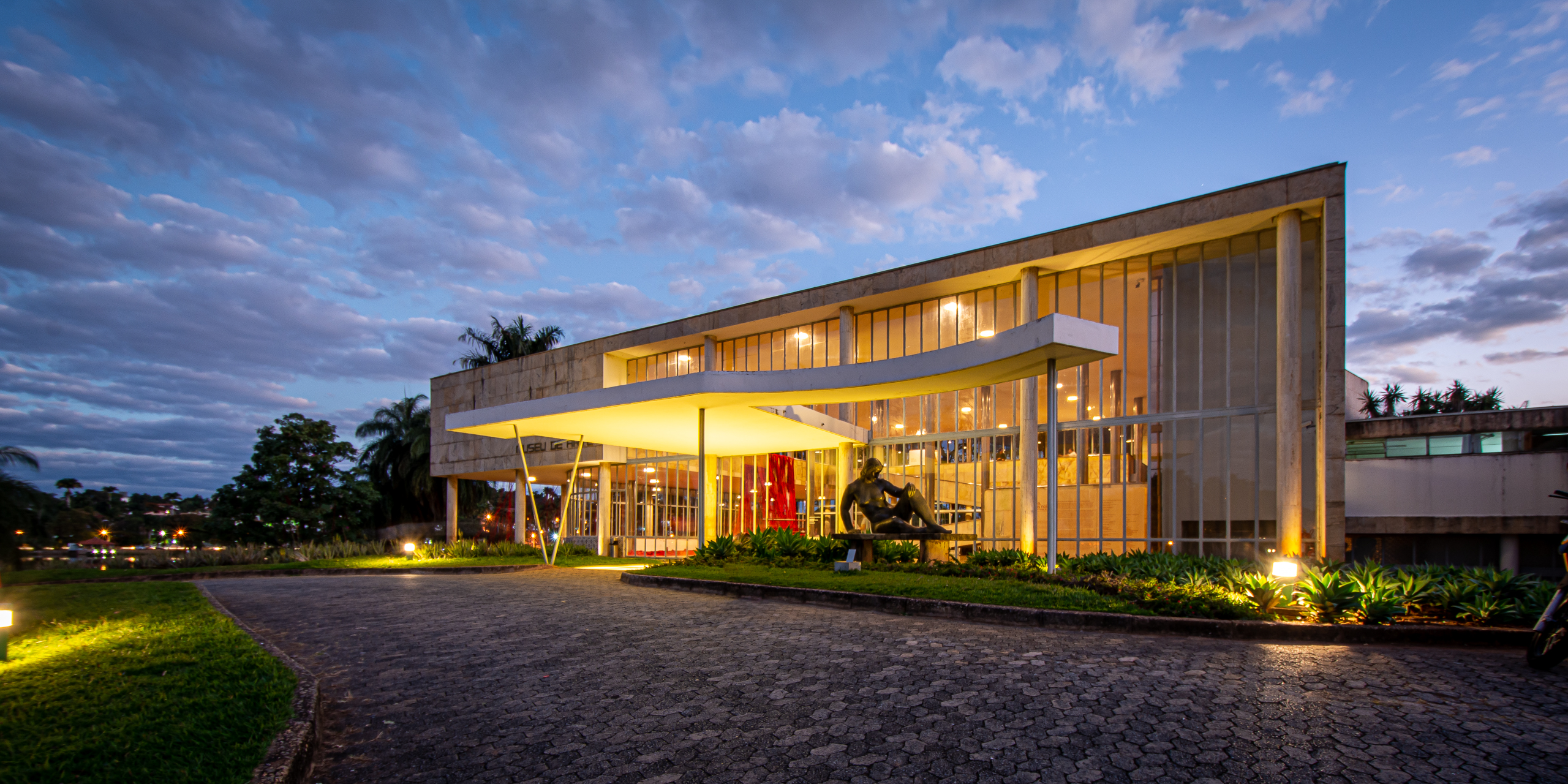
Kunstmuseum Pampulha
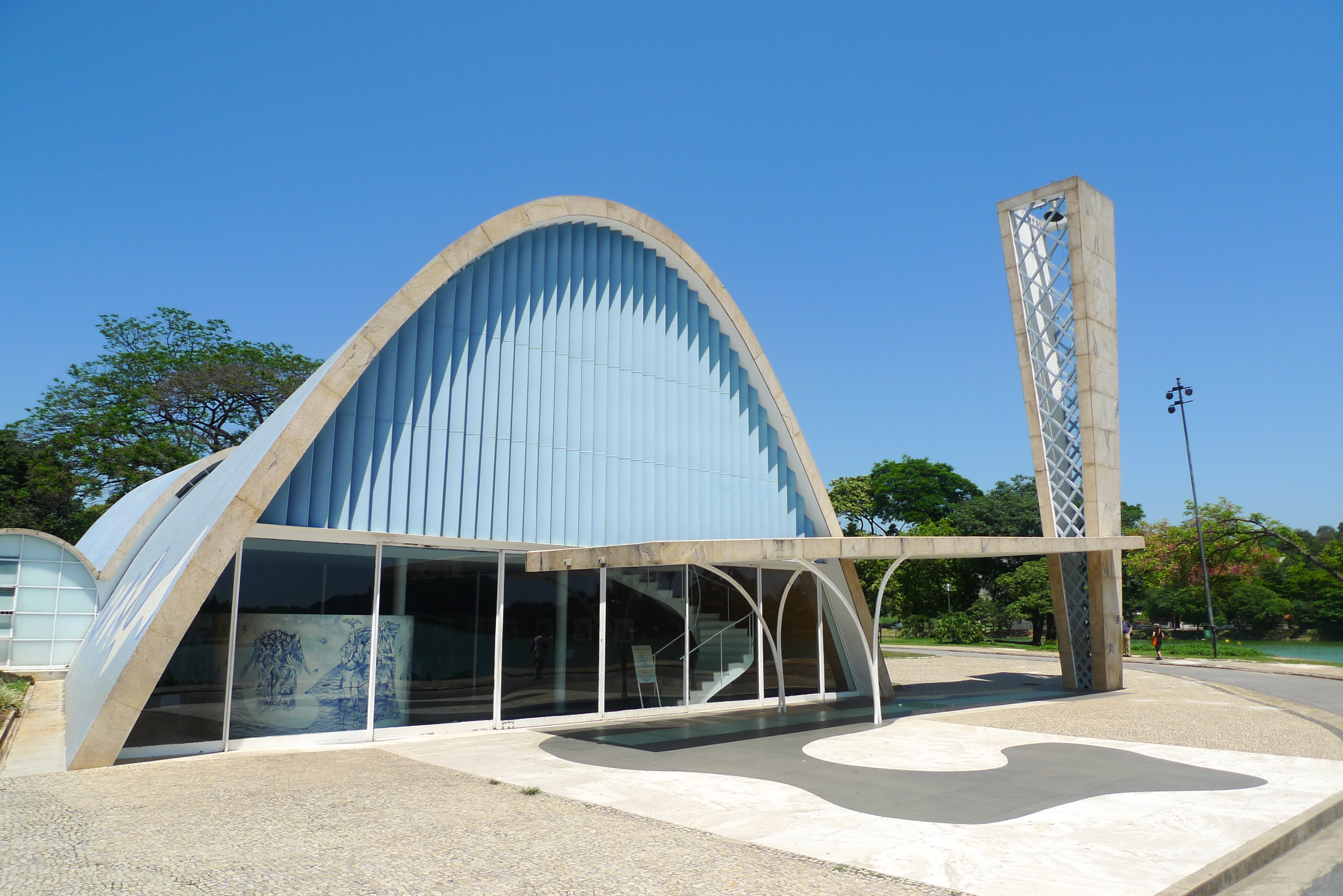
Kirche São Francisco de Assis

## Belege
1. 1 2  UNESCO World Heritage Centre: Pampulha Modern Ensemble. Abgerufen am 8. Oktober 2023 (englisch).
2. ↑  Ensemble der Moderne in Pampulha | Deutsche UNESCO-Kommission. Abgerufen am 8. Oktober 2023.